# 沃茨湖
53°34′54″N 11°04′56″E / 53.58164°N 11.08213°E

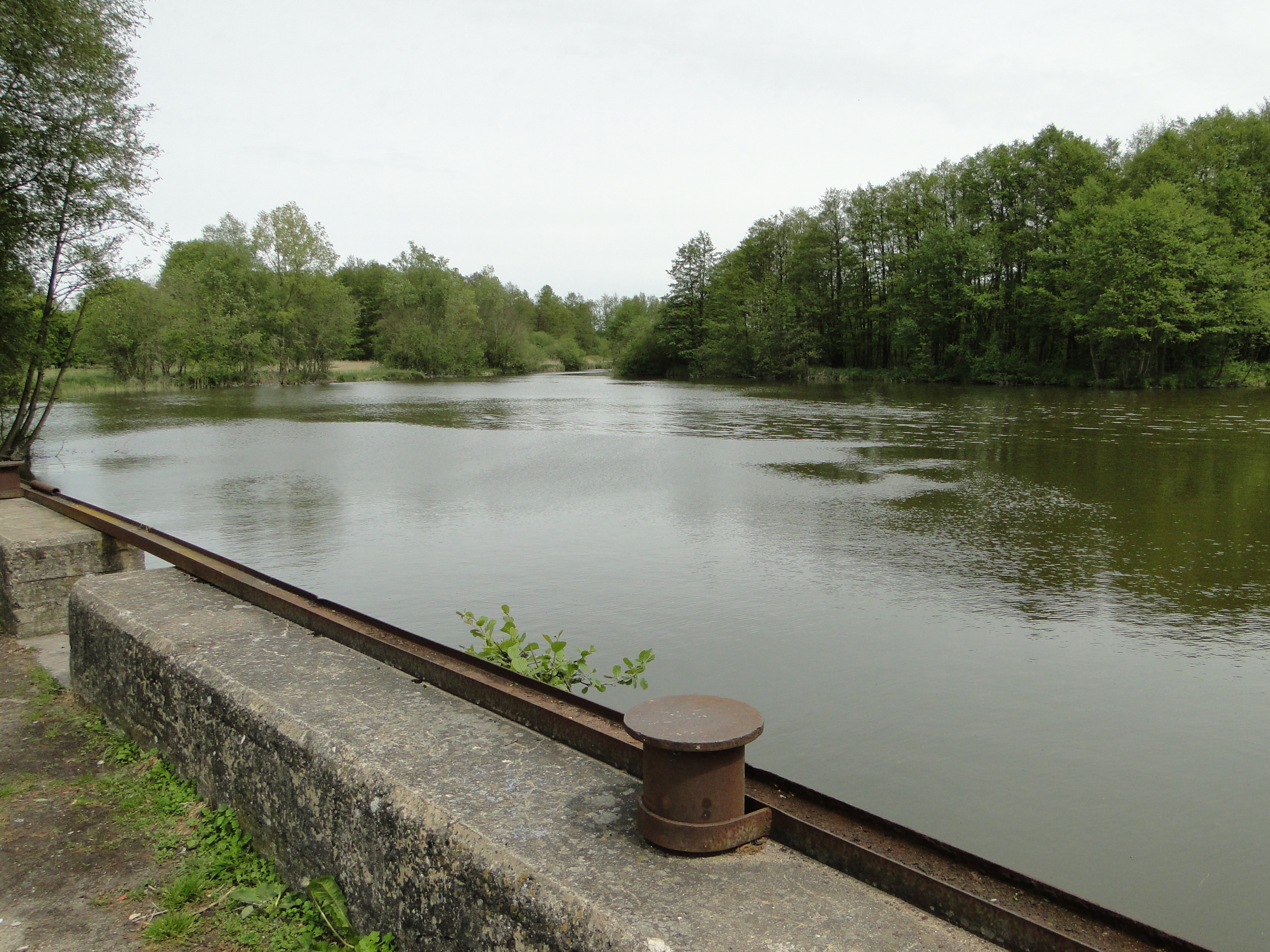

沃茨湖（德語：Woezer See），是德國的湖泊，位於該國東北部梅克倫堡-前波美拉尼亞州，由路德維希斯盧斯特-帕爾希姆縣負責管轄，長1.3公里、寬0.7公里，面積0.6平方公里，海拔高度35米，平均水深1.1米，最大水深1.6米，水體容量61萬立方米。